# Osmoderma opicum
Osmoderma opicum är en skalbaggsart som beskrevs av Lewis 1887. Osmoderma opicum ingår i släktet Osmoderma och familjen Cetoniidae. IUCN kategoriserar arten globalt som nära hotad. Inga underarter finns listade i Catalogue of Life.